# Calvariabaum
Der Calvariabaum (Sideroxylon grandiflorum A.DC.), lokal Tambalacoque genannt, gehört zur Familie der Sapotengewächse (Sapotaceae) und kommt nur auf Mauritius vor.

## Beschreibung
Der Calvariabaum ist ein Waldbaum mit maximaler Wuchshöhe von etwa 20 Metern. Die größten gemessenen Exemplare erreichten 100 Zentimeter Brusthöhendurchmesser. Der Stamm wächst gerade, mit einer relativ kleinen, kompakten Krone, er zeichnet sich aus durch massive Brettwurzeln. Junge Stämme sind dicht rötlich filzig behaart, ältere sind kahl, mit einer durch horizontale Risse gegliederten Borke. Das recht schwere Holz ist hart und dauerhaft und resistent gegenüber Termiten. Es wurde gern als Bauholz verwendet, als die Art noch häufiger war.
Die einfachen Laubblätter sitzen gehäuft an den Triebspitzen; ihre lederartige, ganzrandige Spreite ist verkehrt-eiförmig bis elliptisch mit keilförmiger Blattbasis und etwas zurückgebogenem Apex, der eingebuchtet, stumpf abgerundet oder etwas bespitzt sein kann. Der Blattstiel ist etwa 1,5 bis 2 cm lang, die Blattspreite erreicht (7–)9 bis 11 Zentimeter Länge bei 4,5 bis 6 cm Breite. Die Blattoberseite ist glänzend, die Unterseite fein filzig behaart, später verkahlend. Der Spreitenrand ist etwas umgeschlagen und verdickt. Bei der Art sind die Blätter der jungen Schösslinge merklich größer als diejenigen älterer Bäume, sie können die dreifache Länge von diesen erreichen.
Die gestielten Blüten sitzen einzeln oder zu zwei bis drei gehäuft, direkt am Holz, unterhalb der Blätter, auf kissenförmigen Anschwellungen zwischen den Blattnarben der abgeworfenen älteren Blätter. Die Kelchblätter der radiären, fünfzähligen Blüten sind etwa von gleicher Länge wie die Kronblätter. Die fünf Kelchblätter sind am Apex abgerundet und ledrig, dicklich sowie filzig, rostig behaart. Die Kronblätter sind an der Basis zu einer sehr kurzen, etwa 1,5 mm langen Kronröhre verwachsen, die Kronzipfel sind abgerundet und zungenförmig. Die fünf fertilen Staubblätter sitzen jeweils vor den Kronblättern, die fünf sterilen Staminodien in den Winkeln dazwischen. Der eiförmige Fruchtknoten besitzt fünf (oder sechs) Fächer mit je einer Samenanlage und einen einfachen Griffel.
Die reife Steinfrucht erreicht etwa die Größe eines kleinen Apfels, Durchmesser etwa fünf Zentimeter oder etwas darüber. Die stabile, fleischige Fruchthülle ist gelblich-rostfarben, außen glatt, die bleibenden Reste des Kelchs liegen in einer kleinen Vertiefung an der abgerundeten Spitze. Die unreif sehr harten Früchte werden bei Reife weicher. Jede Frucht enthält nur einen sehr harten, dickschaligen Samen.

## Verbreitung, Lebensraum, Ökologie
Der Baum ist ein Endemit der Insel Mauritius. Er wächst selten in den Wäldern des Hochlands, nur bei Jahresniederschlag von 2500 bis 5000 Millimeter. Die Art ist extrem langsam wachsend, bei einem älteren Exemplar im Freiland wurde ein jährlicher Zuwachs von nur 0,65 mm pro Jahr ermittelt. Die Bäume sind langlebig und durch den stabilen, mit Brettwurzeln verstärkten Stamm gut gegen die häufigen Zyklone gerüstet.
Die Früchte benötigen bis zur Reife bis zu 18 Monate. Die Samen keimen nach 3 bis 6 Monaten, wobei die Keimrate im Experiment sehr gering war, immer weniger als 30 %. Samen, die innerhalb der Früchte zu Boden fallen, verrotten ohne Keimung, so dass die Art vermutlich auf fruchtfressende Arten zur Vermehrung angewiesen ist, die den harten Samen beim Fressen der Frucht transportieren und ablegen.

## Bedrohung und Naturschutz
Der Calvariabaum ist extrem selten geworden und heute vom Aussterben bedroht. Die Insel Mauritius hat durch Roden der Wälder mehr als 95 % ihres ursprünglichen Waldbestands verloren, die verbliebenen Bestände bilden kleine isolierte Waldfragmente, fast alle im Hochland. Auch wenn die Angabe, im Jahr 1973 hätten nur noch 13 überalterte Bäume des Calvarienbaums überlebt, sich als irrtümlich herausstellte, wird auch der heutige Bestand auf kaum mehr als 500 Bäume abgeschätzt (Stand: 1997).

## Der Calvariabaum und der Dodo

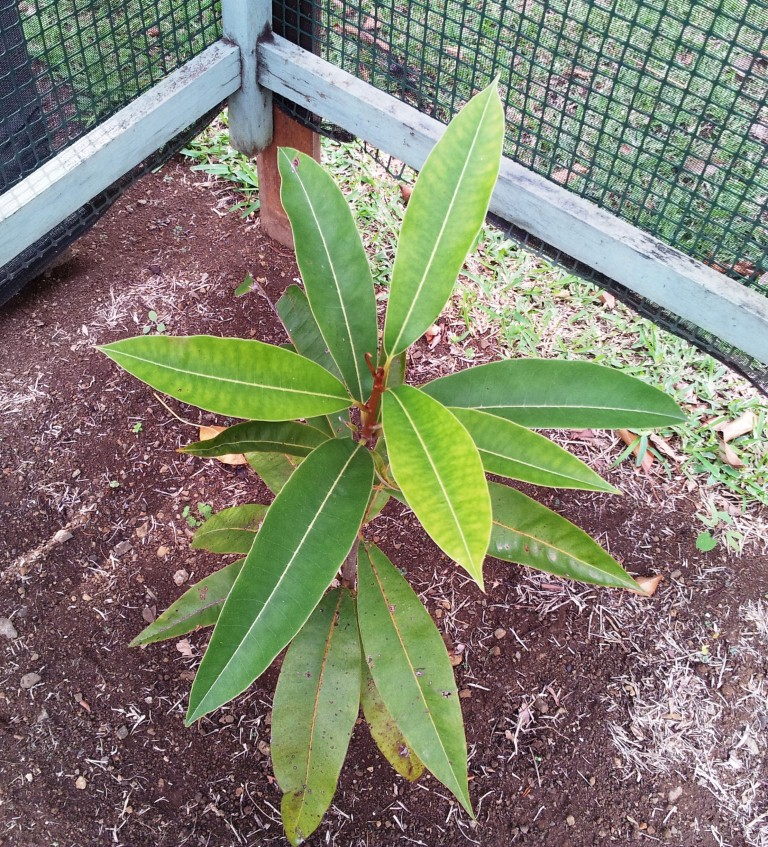
Calvariabaum (Sideroxylon grandiflorum)

Zurückgehend auf einen einflussreichen Artikel des amerikanischen Ökologen Stanley A. Temple hat sich die Theorie verbreitet, der Calvariabaum von Mauritius wäre in Koevolution zum berühmten, ebenfalls ausgestorbenen Vogel Dodo oder Dronte (Raphus cucullatus) auf diese vermutlich fruchtfressende Art für die Vermehrung angewiesen gewesen und sei nun, nach deren Ausrottung, ebenfalls zum Aussterben verdammt. Der Same hätte, aufgrund der steinharten Samenschale, nur im Magen der Vögel mit ihren Magensteinen die Fähigkeit zur Keimung erlangt. Zur Erhärtung seiner These verfütterte Temple später Früchte des Baums experimentell an Truthühner (Meleagris gallopavo), wonach sich ihre Keimungseigenschaften stark verbesserten.
Der These ist bereits früh widersprochen worden, dennoch wurde die Baumart im Englischen lange Zeit sogar als „Dodo Tree“ bezeichnet. Die These hat, aufgrund ihrer attraktiven moralischen Qualität, weite Verbreitung, bis hin in Schul- und Lehrbücher gefunden. Es konnte zumindest bestätigt werden, dass Arten mit großen Früchten wie der Calvariabaum noch stärker zurückgegangen sind als die bedrohte endemische Flora der Insel insgesamt. Inzwischen werden, neben dem Dodo, auch andere ausgestorbene Fruchtfresser genannt, deren Verschwinden möglicherweise ebenso ursächlich für den Rückgang gewesen sein könnte, etwa die Riesenschildkröten der Gattung Cylindraspis. Spätere Experimente mit angeritzten Samenschalen zeigten außerdem, dass das Reiben der Samen durch die Magensteine von Vögeln die Keimungseigenschaften nicht, wie erwartet, verbessert. Ein Zusammenhang zwischen dem Rückgang fruchtfressender Arten und dem Rückgang des Baums ist danach heute durchaus plausibel, aber nicht bewiesen, da die Art außerdem durch andere Faktoren wie Entwaldung und eingeschleppte Tier- und Pflanzenarten (Neobiota) bedroht ist. Temples ursprüngliche Theorie gilt heute aber als unwahrscheinlich.

## Systematik und Taxonomie
Die Art wurde im Jahr 1844 durch den Botaniker Alphonse Pyrame de Candolle erstbeschrieben. Marcel Marie Maurice Dubard transferierte sie 1912 in die, nach einer Arbeit von Philibert Commerson, von Karl Friedrich von Gärtner 1806 aufgestellte Gattung Calvaria, die heute nicht mehr anerkannt wird. Der synonyme Name Calvaria grandiflora (A.DC.) Dubard erlangte aber keine große Verbreitung. Die Art wurde aber von vielen Botanikern verkannt und mit Sideroxylon majus (C.F.Gaertn.) Baehni, einem bereits 1806 erstbeschriebenen Endemiten der Insel Réunion, gleichgesetzt, erstbeschrieben unter dem Basionym Calvaria major C.F.Gaertn. Unter diesem Namen ist sie daher in vielen Werken aufgeführt. John Gilbert Baker hatte 1877 in seiner Flora von Mauritius bereits den korrekten Namen verwendet.
Nach genetischen Daten sind Sideroxylon grandiflorum, Sideroxylon majus und Sideroxylon sessiliflorum, ein weiterer Endemit von Mauritius, getrennte, aber nahe verwandte Arten, die sich im Pliozän von einer auf Madagaskar verbreiteten Artengruppe abgespalten haben könnten. Die Gattung Sideroxylon umfasst außerdem etwa 80 weitere Arten, sie ist vorwiegend in ariden Regionen Afrikas, Ostasiens und Süd- und Mittelamerikas verbreitet.